# Tschagoda
Tschagoda (russisch Ча́года) ist eine Siedlung städtischen Typs in der Oblast Wologda (Russland) mit 6920 Einwohnern (Stand 2010).

## Geographie
Die Siedlung liegt etwa 260 Kilometer westlich des Oblastverwaltungszentrums Wologda am linken Ufer des Mologa-Nebenflusses Tschagodoschtscha (im Oberlauf auch als Tschagoda bezeichnet).
10 km südwestlich befindet sich die an der Fernstraße A114 zwischen Sankt Petersburg und Wologda gelegene Siedlung städtischen Typs Sasonowo.
Tschagoda ist Verwaltungszentrum des gleichnamigen Rajons Tschagodoschtschenski.

## Geschichte
Der Ort wurde 1926 im Zusammenhang mit der Errichtung einer Glashütte unter dem Namen Bely Bytschok gegründet. 1927 kam die von Noi Trozki projektierte Siedlung zum neu gebildeten Werchne-Tschagodoschtschenki rajon der Oblast Leningrad (mit Bildung der Oblast Wologda 1937 umbenannt in Tschagodoschtschenki rajon) mit Sitz im zehn Kilometer südwestlich gelegenen Belyje Kresty (ab 1947 Sasonowo).
1932 wurde der Status einer Siedlung städtischen Typs verliehen. Zwischen 1939 und 1959 (genaues Jahr unbekannt) erhielt der Ort seinen heutigen Namen nach dem Fluss, und der Rajonverwaltungssitz wurde nach dort verlegt.
Bevölkerungsentwicklung
| Jahr | Einwohner |
| ---- | --------- |
| 1939 | 7.982     |
| 1959 | 10.844    |
| 1970 | 8.746     |
| 1979 | 8.045     |
| 1989 | 8.171     |
| 2002 | 6.919     |
| 2010 | 6.920     |

Anmerkung: Volkszählungsdaten